# Синдром помилкової пам'яті
У психології синдром помилкової пам'яті (СПП, англ. False memory syndrome) був запропонованим «шаблоном переконань і поведінки», за якого на особистість і стосунки людини впливають хибні спогади про психологічну травму, спогади, в які індивід твердо вірить, але заперечує обвинувачений. Вважалося, що синдром хибної пам'яті є результатом терапії відновлення пам'яті, науково дискредитованої форми терапії, спрямованої на відновлення спогадів. Спочатку концептуалізована Фондом синдрому помилкової пам'яті. Ця організація прагнула зрозуміти загальну модель поведінки, яка виникла після того, як пацієнт пройшов терапію відновлення пам'яті, і придумати термін для пояснення цієї моделі. Принцип, згідно з яким люди можуть зберігати хибні спогади, і роль, яку зовнішній вплив може відіграти в їх формуванні, широко визнаний вченими, але ведуться дискусії щодо того, чи може цей ефект призвести до детальних спогадів про неодноразове сексуальне насильство та значні зміни особистості, такі як відчуження від членів сім'ї, типові для випадків, до яких історично застосовувалася СПП. СПП не вказано як психіатричне захворювання в жодних медичних довідниках, включаючи ICD-11 або DSM-5. Найбільш впливовою фігурою в генезисі цієї теорії є психологиня Елізабет Лофтус.

## Визначення
Дослідниця пам'яті Джулія Шоу зазначає, що «синдром» не відноситься до нормального, поширеного досвіду наявності помилкових спогадів або демонстрації помилок пам'яті чи упереджень. Синдром хибної пам'яті був запропонованим «шаблоном переконань і поведінки», у якому ідентичність людини та міжособистісні стосунки зосереджені на пам'яті про травматичний досвід, якого, як стверджує обвинувачений, ніколи не було, але в який передбачувана жертва твердо вірить.
Розмовний «синдром» не мав на меті бути діагностичним, але стосувався набору поведінки, яка склалася в шаблон:
1. Віра в те, що проблема психічного здоров'я є реакцією на минулу травматичну подію, яка була придушена.
2. Розвиток псевдопам'яті.
3. Центр ідентичності навколо спогадів.
4. Розвиток крайньої залежності від психотерапії та терапевта.
5. Відчуженість від родини та друзів.

Концепція СПП є суперечливою, і ні Діагностичний і статистичний посібник з психічних розладів, ні Міжнародна класифікація хвороб не включають її. Член Фундації синдрому помилкової пам'яті Пол Р. Макх'ю, з поміж інших прихильників концепції синдрому помилкової пам'яті, припустив, що цей термін не було прийнято в четвертій версії посібника, оскільки відповідний комітет, за словами Макх'ю, очолений віруючими у відновлену пам'ять. Ті, хто бере участь у процесі редагування та публікації DSM-IV, відкинули це звинувачення та охарактеризували заяву Макх'ю як змовницьку, зазначивши, що останнє видання Міжнародної класифікації хвороб так само вирішило не включати синдром помилкової пам'яті, але включило диссоціативну амнезію.

## Терапія для відновлення пам'яті
Терапія відновлення пам'яті — це універсальна фраза для опису науково дискредитованих терапевтичних процесів і методів, які можуть створювати помилкові спогади. Ці невичерпні методи включають гіпноз, інтерв'ю під керівництвом седативних засобів, ведення щоденника з метою відновлення спогадів (часто у формі автоматичного запису), вікову регресію та інтерпретацію «спогадів тіла», особливо, якщо терапевт вважає, що спогади про пригнічені травматичні події є причиною проблем клієнта. Цей термін не вказано в DSM-V і не використовується в будь-якій основній формальній психотерапевтичній модальності, що призвело до звинувачень у тому, що цей термін є лише принизливим.

## Докази помилкових спогадів
Людська пам'ять є створеною та дуже піддатливою навіюванню, і може створити широкий спектр нешкідливих, сором'язливих і лякаючих спогадів за допомогою різних технік, включаючи керовані образи, гіпноз та навіювання іншими. Хоча не всі люди, які зазнали впливу цих методів, розвивають спогади, експерименти свідчать про те, що значна кількість людей розвиває, і буде активно захищати існування цих подій, навіть якщо їм скажуть, що вони були помилковими та навмисно імплантованими. Питання про можливість хибних спогадів спричинили вибух інтересу до навіюваності людської пам'яті та призвели до величезного збільшення знань про те, як спогади кодуються, зберігаються та викликаються в пам'яті, що призвело до піонерських експериментів, таких як техніка «Загублені в торговому центрі». В експерименті Редігера та МакДермотта (1995) суб'єктам надавали список пов'язаних предметів (таких як цукерки, цукор, мед) для вивчення. Коли їх попросили згадати список, учасники з такою ж, якщо не більшою ймовірністю згадали семантично пов'язані слова (наприклад, солодке), ніж предмети, які насправді вивчалися, таким чином створюючи помилкові спогади. Незважаючи на те, що цей експеримент широко повторюється, він залишається суперечливим через дискусію про те, що люди можуть зберігати семантично пов'язані елементи зі списку слів концептуально, а не як мову, що може пояснити помилки при запам'ятовуванні слів, без створення помилкових спогадів. Сьюзен Кленсі виявила, що люди, які стверджують, що були жертвами викрадення інопланетянами, частіше згадують семантично пов'язані слова, ніж контрольна група в такому експерименті.
Техніка «Загублені в торговому центрі» — це дослідницький метод, призначений для імплантації помилкової пам'яті про те, як ви загубилися в торговому центрі в дитинстві, щоб перевірити, чи може обговорення помилкової події створити «спогад» про подію, яка не відбувалася. У своєму початковому дослідженні Елізабет Лофтус виявила, що у 25 % випробовуваних розвинулася «пам'ять» про подію, яка насправді ніколи не відбувалася. Розширення та варіації методики «Загублені в торговому центрі» показали, що в середньому одна третина піддослідних могла переконатися, що вони пережили в дитинстві те, чого насправді ніколи не було, навіть травматичні чи неможливі події.

### Справи про сексуальне насильство
Питання про точність і надійність пригніченої пам'яті, яку хтось пізніше пригадав, сприяло деяким розслідуванням і судовим справам, включаючи випадки ймовірного сексуального насильства або сексуального насильства над дітьми (СННД). Дослідження Елізабет Лофтус було використано для протидії претензіям щодо відновлення пам'яті в суді, і це призвело до суворіших вимог щодо використання відновлених спогадів, які використовуються в судових процесах, а також більшої вимоги до підтвердження доказів. Крім того, деякі штати США більше не дозволяють судове переслідування на основі відновлених свідчень. Страхові компанії почали неохоче страхувати терапевтів від позовів про зловживання службовим становищем, пов'язаних із відновленням спогадів.
Прихильники відновлення спогадів стверджують, що існують «переконливі докази того, що розум здатний пригнічувати травматичні спогади про сексуальне насильство над дітьми». Вітфілд стверджує, що захист від «помилкової пам'яті» є «здається складним, але здебільшого надуманим і часто помилковим». Він стверджує, що цей захист був створений «обвинуваченими, засудженими та за власним визнанням розбещувачів дітей та їхніми захисниками», щоб спробувати «заперечити їх образливу, злочинну поведінку». Браун стверджує, що коли свідки-експерти та адвокати, які виступають за помилкову пам'ять, стверджують, що немає причинно-наслідкового зв'язку між СННД та дорослою психопатологією, що СННД не викликає специфічних проблем, пов'язаних із травмою, таких як прикордонний та дисоціативний розлади ідентичності, інших змінних, окрім СННД може пояснити відмінності дорослої психопатології та те, що віддалені наслідки СННД є неспецифічними та загальними, що це свідчення є неточним і може ввести присяжних в оману.

### Випадки зловживання службовим становищем
Наприкінці 1990-х років у США відбулося кілька судових процесів, у яких психіатри та психологи були успішно подані до суду або досягли позасудової угоди за звинуваченням у поширенні ятрогенних спогадів про сексуальне насильство в дитинстві, інцест та сатанинські ритуальні насильства.
Деякі з цих позовів були подані особами, які пізніше заявили, що їхні відновлені спогади про інцест або сатанинські ритуальні насильства були помилковими. Фонд синдрому помилкової пам'яті (ФСПП) використовує для опису цих осіб термін «ретрактори» та публічно ділиться такими історіями. Існують дебати щодо загальної кількості відкликань, порівняно із загальною кількістю звинувачень і причин відкликань.

#### Травми, отримані внаслідок недбалості
Сексуальне насильство над дітьми та підлітками може призвести до тяжких негативних наслідків. Сексуальне насильство над дітьми є фактором ризику багатьох класів психічних розладів, включаючи тривожні розлади, афективні розлади, дисоціативні розлади та розлади особистості. Недотримання психіатрами визнаних медичних стандартів завдає шкоди пацієнтам і обвинуваченим. Справа «Рамона проти Ізабелли» стала відомим випадком службової недбалості в 1994 році. Журі Каліфорнії присудило 500 000 доларів Гері Рамоні, чия дочка Холлі помилково звинуватила його в сексуальному насильстві в дитинстві на основі помилкових спогадів, отриманих терапевтами під час лікування булімії. Суддя Верховного суду Лос-Анджелеса Бертон Бах відхилив цивільний позов Холлі Рамони проти її батька, вважаючи, що результат позову її батька про службову недбалість вирішив питання про те, чи мало місце будь-яке зловживання. The Washington Post назвала статтю «Позов про сексуальне насильство відхилено у справі про помилкові спогади» 14 грудня 1994 року. У 1990-х було багато справ, переданих до суду. Більшість включала комбінації зловживання гіпнозом, керованими образами, аміталом натрію та антидепресантами.
Термін «синдром хибної пам'яті» описує явище, при якому пацієнт психічної терапії «пам'ятає» таку подію, як сексуальне насильство в дитинстві, яке ніколи не відбувалося. Зв'язок між певними терапевтичними методами та розвитком психологічних розладів, таких як дисоціативний розлад ідентичності, походить від позовів про недбалість і державних ліцензійних дій проти терапевтів. Ці випадки демонструють легкість, з якою людину можна спонукати до прояву дисоціативних симптомів, особливо коли гіпноз, амітал натрію, сильнодіючі ліки або читання з використанням травматичних образів підсилюють ефект пропозицій або очікувань терапевта. Ці випадки також показують, що як тільки симптоми з'являються, стандартний метод лікування часто призводить до погіршення психічного та емоційного благополуччя пацієнта.

## У масовій культурі
Телевізійні шоу та фільми були зняті про це явище, наприклад серіал USA Network «The Sinner» , який торкається ідеї відновлення забутих спогадів. Шоу зосереджується на жінці, яка одного разу вбиває начебто випадкового чоловіка на пляжі за те, що він виконав пісню, яка спровокувала травматичну подію з її минулого, про яку вона тимчасово забула. Протягом першого сезону детективи намагаються запустити її пам'ять і знайти мотив її вчинку.
The Caretaker (Джеймс Лейленд Кірбі) торкається цієї теми у своєму альбомі 2008 року Persistent Repetition of Phrases, який містить трек під назвою «False Memory Syndrome». Пізніше Кірбі взяв семпл «False Memory Syndrome» у треку «H1 Post Awareness Confusions» зі свого альбому Everywhere at the End of Time.